# 白金高輪站
白金高輪站（日语：／ Shirokane-takanawa eki */?）是位於日本東京都港區高輪一丁目，屬於東京地下鐵、東京都交通局（都營地下鐵）的鐵道車站。

## 概要
此站有東京地下鐵的南北線與都營地下鐵的三田線。本站往目黑方向是兩條路線的重複路段，東京地下鐵為第一種鐵道事業者，東京都交通局為第二種鐵道事業者。因此本站與白金台站是東京地下鐵與東京都交通局共用站區的共同使用站（東京地下鐵管轄站）。
南北線的車站編號是N-03，三田線是I-03。

## 歷史
- 2000年（平成12年）9月26日：開業[1]。
- 2003年（平成15年）夏季：車站設置冷氣[4]。
- 2004年（平成16年）
  - 4月1日：帝都高速度交通營團（營團地下鐵）民營化，南北線車站由東京地下鐵繼承[5]。
  - 11月1日：白金高輪站自行車停車場啟用[6]。
- 2005年（平成17年）11月30日：白金AER CITY開幕，新設4號出入口。
- 2015年（平成27年）3月12日：南北線、三田線更換發車音樂[7]。

### 站名由來
本站站名是由「白金」與「高輪」兩個地名組合而來，其他類似案例還有若松河田站、落合南長崎站、溜池山王站、小竹向原站、清澄白河站、牛込神樂坂站等。
開業前的臨時站名為「清正公前站」。該站名是源自於都電站名，並持續用在都巴士的巴士站名上。南北線開通前發行的首都圈地下鐵路線圖亦將站名寫作清正公前。
但是，清正公（覺林寺）位在距離車站有段距離的白金台，而白金台已有南北線白金台站，因此決定結合本地的白金與高輪兩地名命名為白金高輪。

## 車站構造
本站是島式月台2面4線之地下車站。外側2線是三田線，內側2線是南北線。兩路線發自目黑方向的列車停靠1、2號線月台，發往目黑方向列車停靠3、4號線月台，同月台平行轉乘非常便利。
東京地下鐵、都營地下鐵共用本站月台與剪票口，因此可不經過中間剪票口直接轉乘。
大廳層與月台層之間設有電梯與電扶梯。剪票口外至出入口也設有電扶梯，另1、2號出入口還設有電梯。廁所在付費區內。月台門為全罩式月台門。

自動售票機有東京地下鐵與都營地下鐵2種，須根據目的地使用不同的售票機，但兩方都可購入往白金台站、目黑站的乘車券。

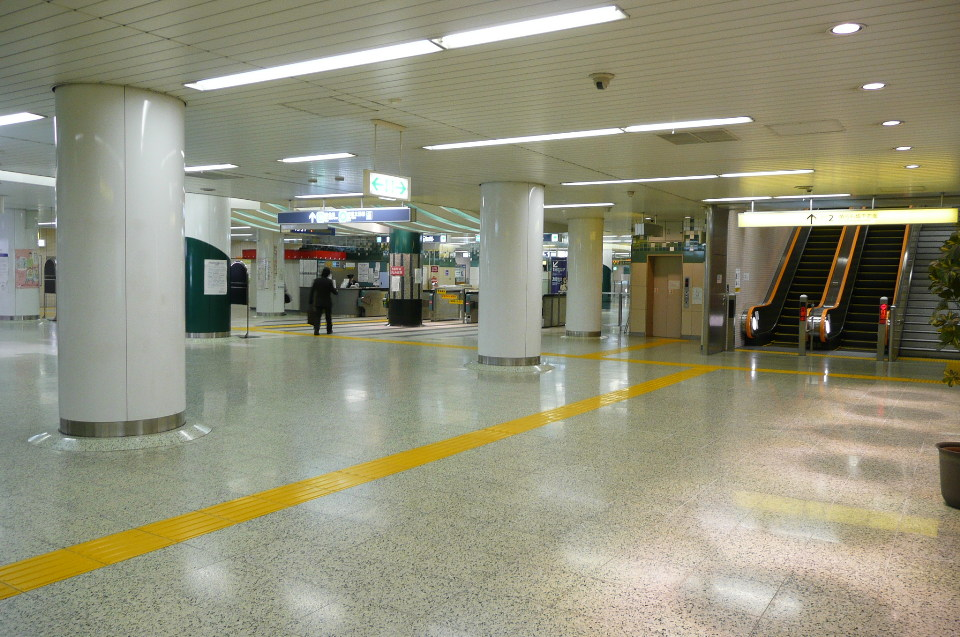
大堂（2007年4月）
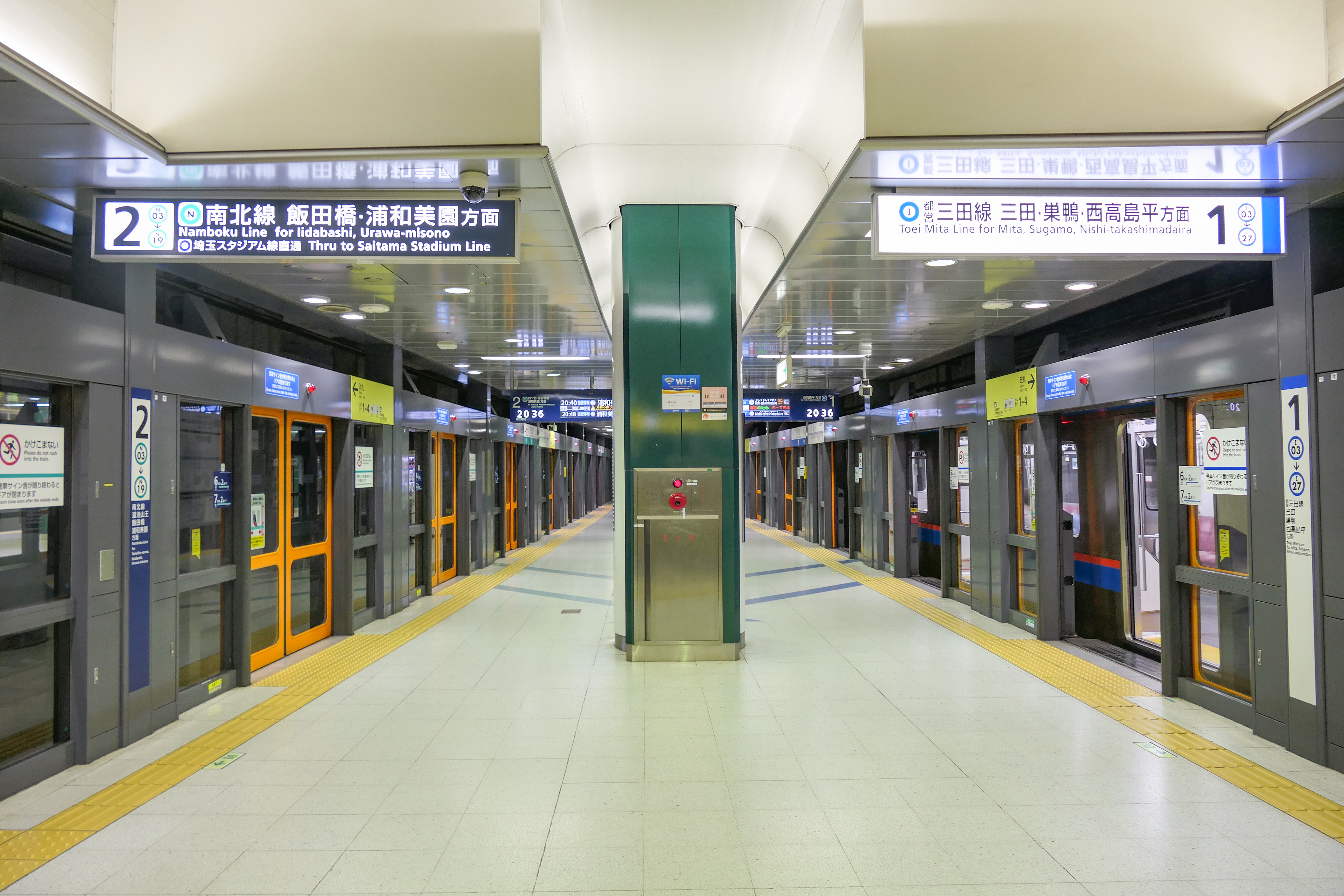
1・2號月台（2022年5月）
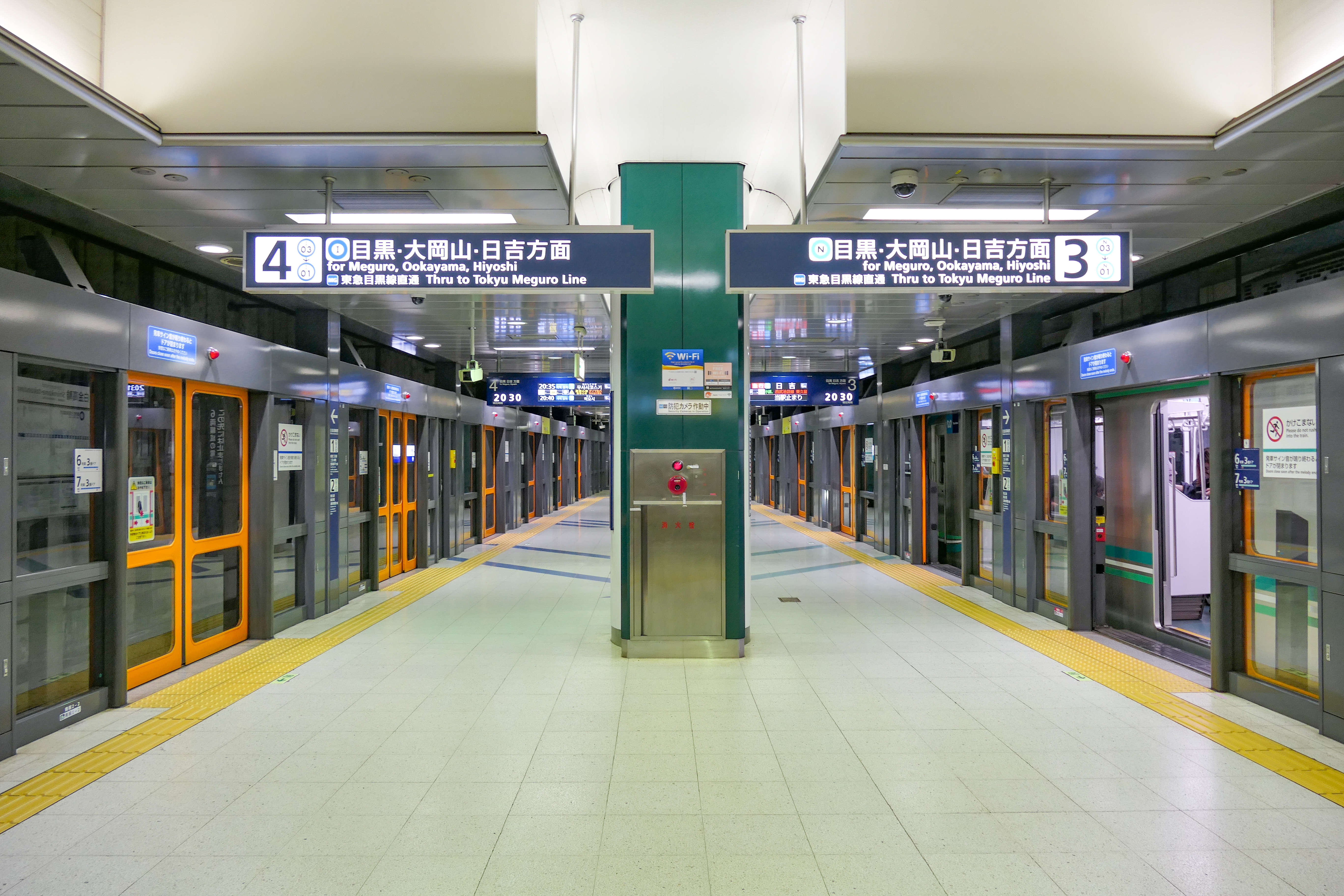
3・4號月台（2022年5月）

### 月台配置

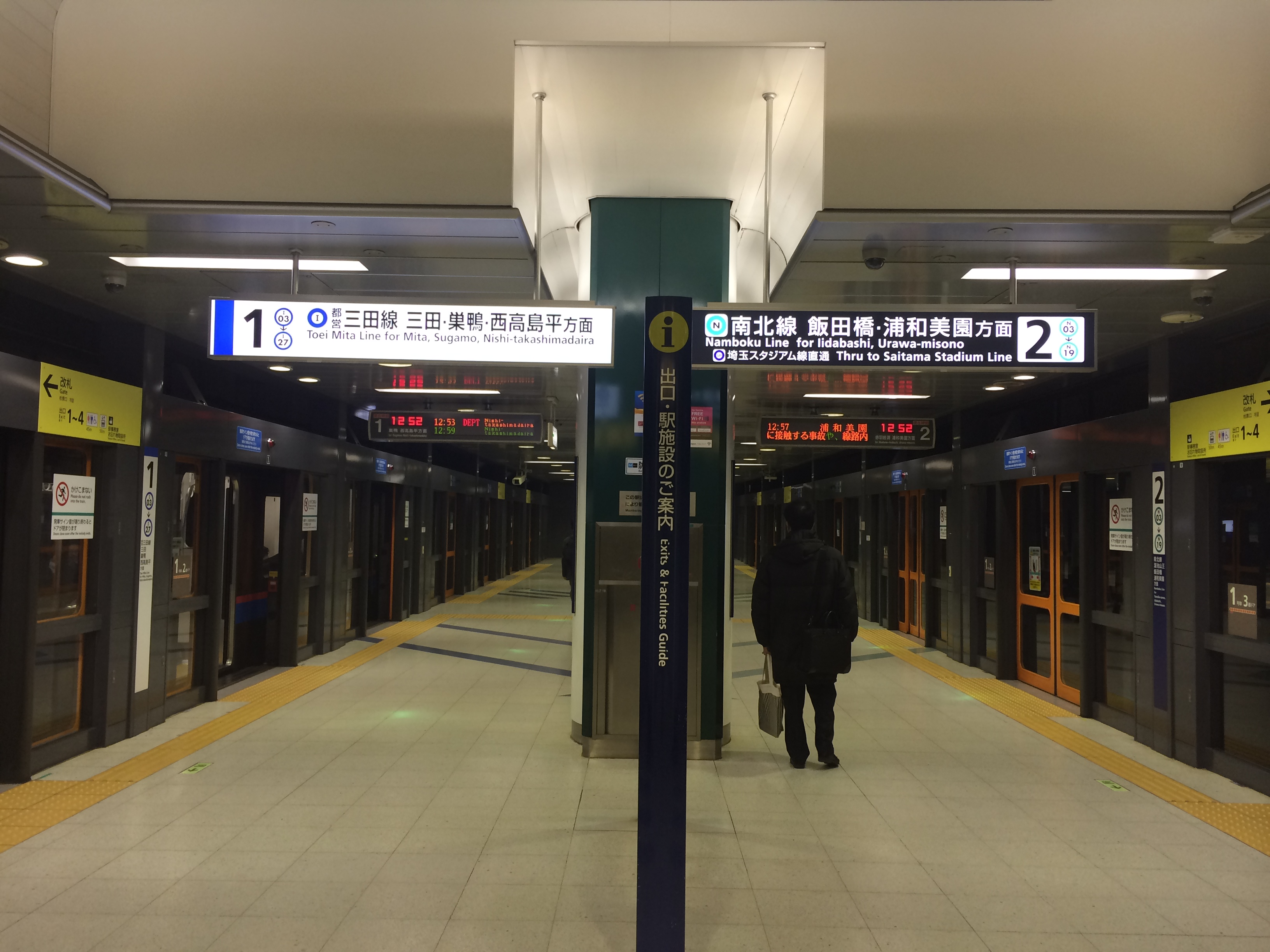
1、2號線月台（2017年3月4日）

| 月台 | 路線   | 目的地                       | 備註                                                 |
| ---- | ------ | ---------------------------- | ---------------------------------------------------- |
| 1    | 三田線 | 三田、巢鴨、西高島平方向     |                                                      |
| 2    | 南北線 | 四谷、赤羽岩淵、浦和美園方向 | 赤羽岩淵站直通 埼玉高速鐵道線 （往浦和美園方向列車） |
| 3    | 南北線 | 目黑、日吉方向               | 目黑站直通 東急目黑線                                |
| 4    | 三田線 | 目黑、日吉方向               | 目黑站直通 東急目黑線                                |

（來源：東京地下鐵:構內圖 （页面存档备份，存于））、（來源：都營地下鐵:車站構內圖 （页面存档备份，存于））
白金台站方向設有2條拖上線，南北線、三田線本站終停列車可利用此拖上線進入1、2號線重新載客。當尖峰時刻本站拖上線滿載時，南北線會開設麻布十番折返列車，三田線會開設御成門折返列車。另外，南北線麻布十番側設有緊急用緊急剪式橫渡線，也可提供列車折返使用。當使用緊急剪式橫渡線時，拖上線則給三田線專用。
2003年3月19日改點起，白天時段目黑 - 白金高輪間增加的埼玉高速鐵道線浦和美園與三田線西高島平方向發出列車，有一半在本站終停，其中一方的本站終停列車在本站與另一方的往目黑方向列車接續。同樣地，目黑方向發出的列車也在本站與另一路線的始發列車接續。但從2008年6月22日改點起，兩方向多改在東急目黑線武藏小山站緩急接續。
2003年11月1日，浦和美園 - 高島平間運行的特別列車「くるっトレイン」在載客的情況下使用本站拖上線從南北線轉入三田線。
2005年9月17日至同年10月16日舉行三田線、目黑線、南北線直通運轉5周年紀念企劃「動物橫町DOKI☆DOKI GO!GO!集章活動」，站內梁柱與長椅等貼上『動物橫町』的角色貼紙。

### 配線圖
| ← 目黑、 武藏小杉 、日吉 方向 | 東京地下鐵、東京都交通局（都營地下鐵） 白金高輪站 鐵道配線略圖 | → 永田町、駒込 、赤羽岩淵、 浦和美園 方向 |
| | ↓ 大手町、春日、巢鴨、 西高島平 方向                           |                                           |
| 图例 参考文献：* 參考以下資料製作。 ** 久多羅木吉治、「【特集】東京圏の鉄道網整備 各線の概要－帝都高速度交通営団 南北線／半蔵門線延伸・13号線」、 電気車研究会、『鉄道ピクトリアル』、第50巻第4号 通巻第683号、2000年4月号、「図-2 7号線（南北線）配線略図」、55頁。 |                                                                |                                           |

## 利用狀況
- 東京地下鐵 - 2017年度1日平均上下車人次為42,541人[使用人數 1]。
含白金台站、目黑站、東急目黑線方向上下車人次。
- 都營地下鐵 - 2017年度1日平均上下車人次為27,061人（上車人次13,319人、下車人次13,742人）[使用人數 2]。
含白金台站、目黑站、東急目黑線方向上下車人次。

開業以來的1日平均上下車人次如下表。
| 年度               | 營團／東京地下鐵   | 營團／東京地下鐵 | 都營地下鐵         | 都營地下鐵 |
| 年度               | 1日平均 上下車人次 | 增長率           | 1日平均 上下車人次 | 增長率     |
| ------------------ | ------------------ | ---------------- | ------------------ | ---------- |
| 2003年（平成15年） | 21,053             | 11.3%            | 15,406             | 9.9%       |
| 2004年（平成16年） | 22,714             | 7.9%             | 16,208             | 5.2%       |
| 2005年（平成17年） | 25,423             | 11.9%            | 17,467             | 7.8%       |
| 2006年（平成18年） | 30,176             | 18.7%            | 20,971             | 20.1%      |
| 2007年（平成19年） | 35,917             | 19.0%            | 24,111             | 15.0%      |
| 2008年（平成20年） | 37,731             | 5.1%             | 25,534             | 5.9%       |
| 2009年（平成21年） | 38,088             | 0.9%             | 26,056             | 2.0%       |
| 2010年（平成22年） | 39,449             | 3.6%             | 26,759             | 2.7%       |
| 2011年（平成23年） | 39,497             | 0.1%             | 26,611             | −0.6%      |
| 2012年（平成24年） | 40,985             | 3.8%             | 27,595             | 3.7%       |
| 2013年（平成25年） | 39,270             | −4.2%            | 24,354             | −11.7%     |
| 2014年（平成26年） | 40,020             | 1.9%             | 24,937             | 2.4%       |
| 2015年（平成27年） | 41,406             | 3.5%             | 25,717             | 3.1%       |
| 2016年（平成28年） | 42,216             | 2.0%             | 26,433             | 2.8%       |
| 2017年（平成29年） | 42,541             | 0.8%             | 27,061             | 2.4%       |

開業以來1日平均上車人次如下表。
| 年度               | 營團／東京地下鐵 | 都營地下鐵 | 來源              |
| ------------------ | ---------------- | ---------- | ----------------- |
| 2000年（平成12年） | 5,759            | 4,396      | [ 東京都統計 1 ]  |
| 2001年（平成13年） | 8,647            | 6,058      | [ 東京都統計 2 ]  |
| 2002年（平成14年） | 9,630            | 6,978      | [ 東京都統計 3 ]  |
| 2003年（平成15年） | 10,773           | 7,743      | [ 東京都統計 4 ]  |
| 2004年（平成16年） | 11,542           | 8,169      | [ 東京都統計 5 ]  |
| 2005年（平成17年） | 13,101           | 8,893      | [ 東京都統計 6 ]  |
| 2006年（平成18年） | 15,597           | 10,712     | [ 東京都統計 7 ]  |
| 2007年（平成19年） | 18,445           | 12,029     | [ 東京都統計 8 ]  |
| 2008年（平成20年） | 19,288           | 12,697     | [ 東京都統計 9 ]  |
| 2009年（平成21年） | 19,479           | 12,877     | [ 東京都統計 10 ] |
| 2010年（平成22年） | 20,181           | 13,195     | [ 東京都統計 11 ] |
| 2011年（平成23年） | 20,178           | 13,145     | [ 東京都統計 12 ] |
| 2012年（平成24年） | 20,942           | 13,605     | [ 東京都統計 13 ] |
| 2013年（平成25年） | 20,118           | 11,943     | [ 東京都統計 14 ] |
| 2014年（平成26年） | 20,425           | 12,208     | [ 東京都統計 15 ] |
| 2015年（平成27年） | 21,112           | 12,623     | [ 東京都統計 16 ] |
| 2016年（平成28年） | 21,493           | 13,005     | [ 東京都統計 17 ] |
| 2017年（平成29年） |                  | 13,319     |                   |

## 車站周邊
1出口
- 高輪社區廣場
  - 港區役所（日语：港区役所 (東京都)）高輪綜合支所[11]
  - 港區立高輪書館
  - 港區高輪區民中心

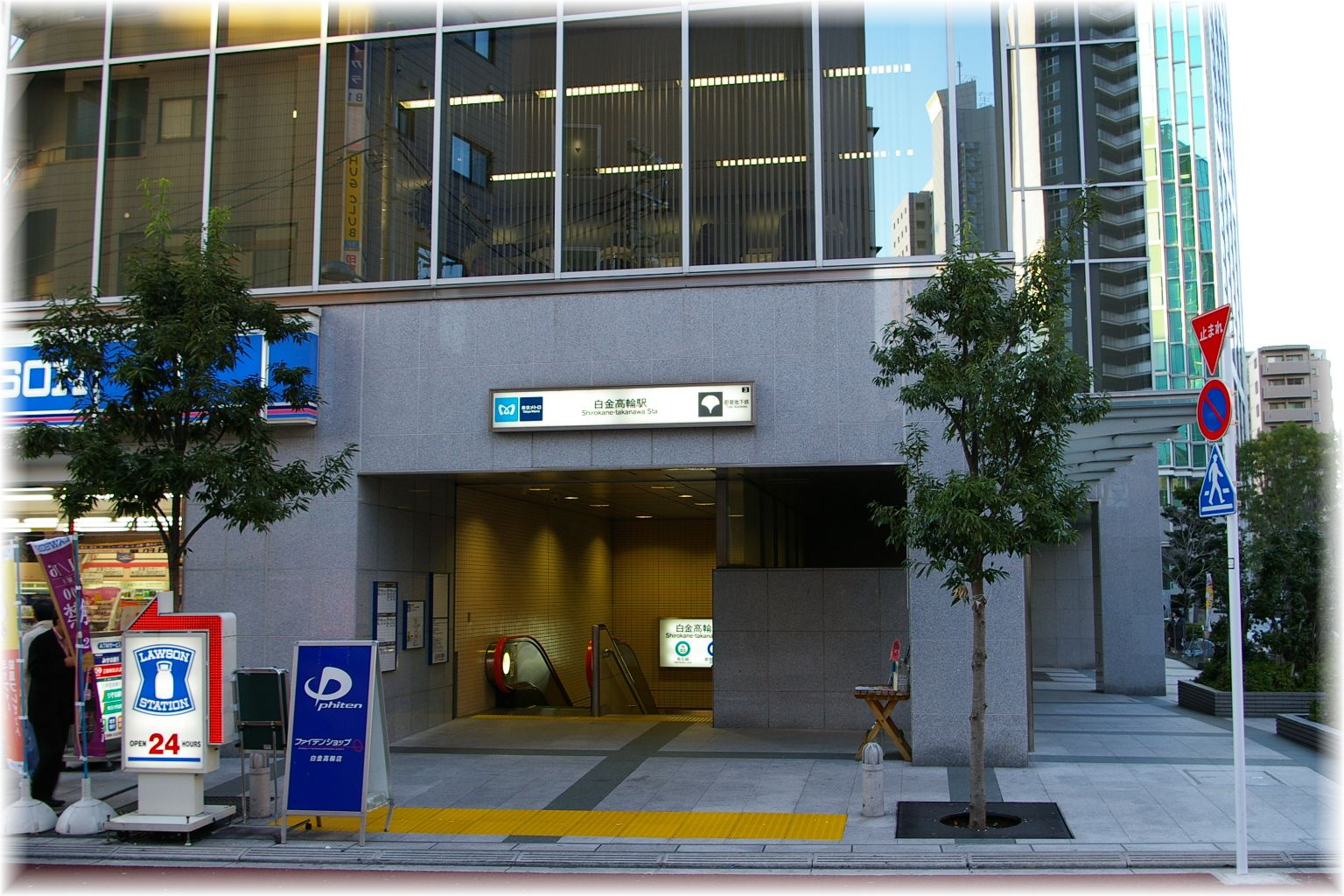
出口（2006年11月25日）

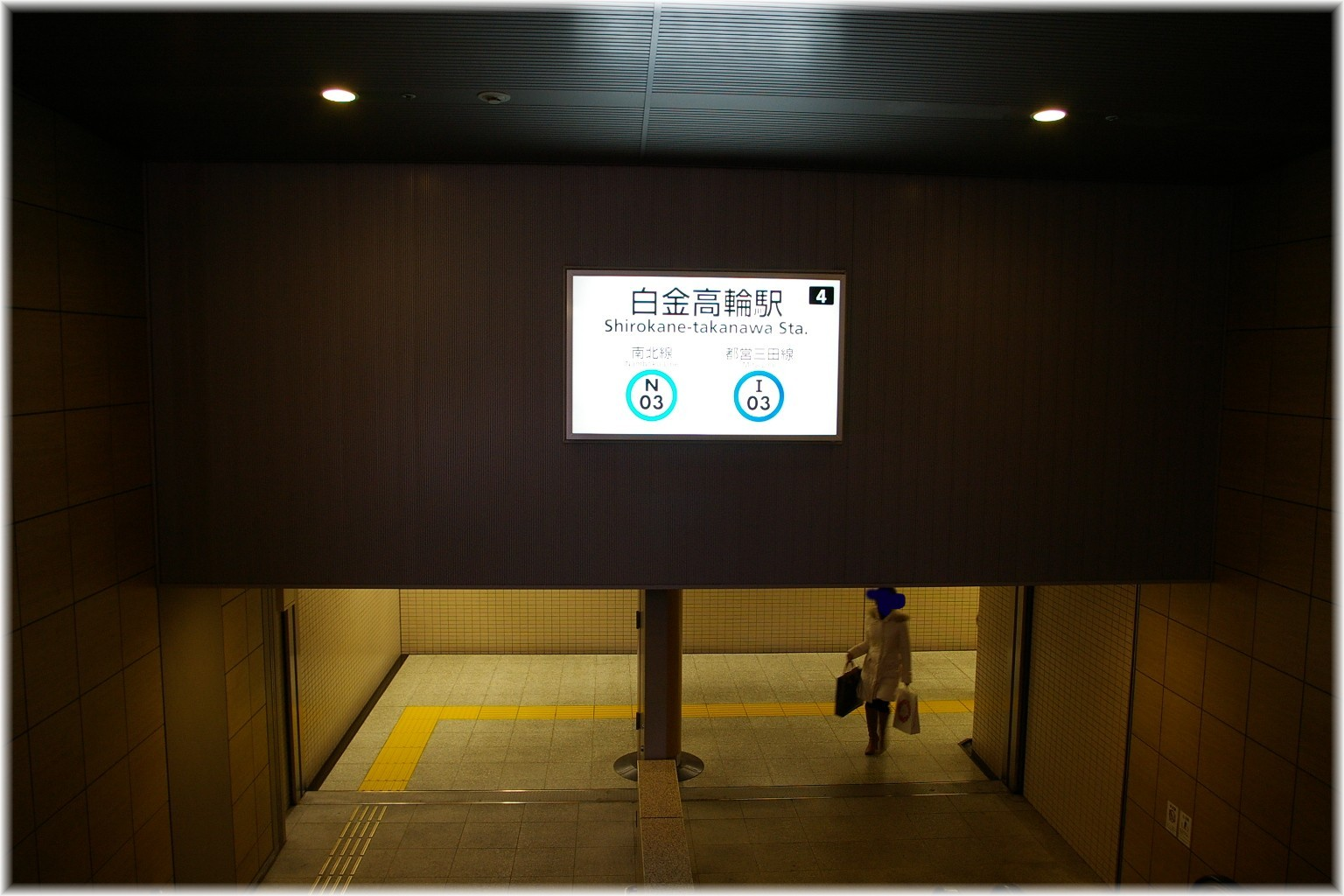
出口，白金AER CITY內（2006年12月9日）

- 白金高輪Bike Inn（機車專用地下停車場）
- 東京喜來登都酒店（日语：シェラトン都ホテル東京）[11]
- 明治學院大學、明治學院高等學校（日语：明治学院高等学校）[11]
- 東海大學高輪校區、東海大學附屬高輪台高等學校、中等部（日语：東海大学付属高輪台高等学校・中等部）
- 高輪中學校、高等學校（日语：高輪中学校・高等学校）
- 最正山覺林寺（清正公）（日语：覚林寺）

2出口
- 港區地域生活支援中心
- 魚籃坂（日语：魚籃坂）[11]
- 自行車停車場
- 清爽信用金庫（日语：さわやか信用金庫）本店營業部
- 慶應義塾女子高等學校（日语：慶應義塾女子高等学校）
- 普連土學園（日语：普連土学園）
- 明亮大樓（日语：明るいビル）
- Sweet Power本社

3出口
- 白金1 - 4丁目[11]
- 北里研究所（日语：北里研究所）
- 北里研究所醫院（日语：北里研究所病院）
- 北里大學
- 聖心女子學院（日语：学校法人聖心女子学院）（小、中、高校）
- 高輪消防署（日语：東京消防庁第一消防方面本部）
- 港區白金福祉會館
- 港白金三郵便局

4出口
- 白金AER CITY（日语：白金アエルシティ）
  - 白金塔
  - NBF白金塔（日语：NBFプラチナタワー）
  - 白金廣場
- 南街區（Techno Square）
- 古川橋
- 白金1、3丁目
- 南麻布2、3丁目
- 伊朗駐日大使館
- 芬蘭駐日大使館（日语：駐日フィンランド大使館）

### 巴士
最近的巴士站是目黑通、櫻田通、東京都道305號芝新宿王子線上的白金高輪站前與高輪地區綜合支所前，以及2出口前的魚籃坂下巴士站。以下路線由東京都交通局、東急巴士、FUJIEXPRESS運行。
白金高輪站前
- 田87系統：往澀谷站／往田町站（都營）[12]
- 反94系統：（經高輪台站前）往五反田站（都營）[12]
- 東98系統：經目黑站往等等力操車所（東急）[13]

高輪地區綜合支所前
- 港區社區巴士『Chiibus』：高輪線 品川站港南口方向／三田站方向（FUJI）[14]

魚籃坂下
- 田87系統：往澀谷站／往田町站（都營）[12]
- 反94系統：（經高輪台站前）往五反田站／往赤羽橋站前（都營）[12]
- 反96系統：（經品川站前）往五反田站／往六本木之丘（都營）[12]
- 品97系統：往品川站高輪口／往新宿站西口（都營）[12]

東京喜來登都酒店有東京空港交通（利木津巴士）往成田機場、羽田機場的接駁巴士。
東京喜來登都酒店
- 利木津巴士：往羽田機場
- 利木津巴士：往成田機場

## 相鄰車站
東京地下鐵
 南北線
白金台（N 02）－白金高輪（N 03）－麻布十番（N 04）
 都營地下鐵
 三田線
白金台（I 02）－白金高輪（I 03）－三田（I 04）

### 備註
1. ↑  此拖上線在麻布十番站起訖列車的營運時段有兩班都營地下鐵三田線折返列車使用，而御成門站起訖列車的營運時段則有兩班東京地下鐵南北線折返列車使用。1973年11月27日至2008年6月22日改點前，排班上有御成門折返列車，改點後僅剩板橋花火大會臨時列車、終夜運轉、非營業列車等臨時班次，直到2016年10月21日起才重新出現在班次表上。

#### 使用狀況資料
地下鐵1日平均使用人數
1. ↑  各駅の乗降人員ランキング （页面存档备份，存于） - 東京メトロ
2. ↑  各駅乗降人員一覧 （页面存档备份，存于） - 東京都交通局

地下鐵統計資料
1. ↑  .   [2017-07-20]. （原始内容存档于2017-07-31）.
2. ↑  .   [2017-05-06]. （原始内容存档于2016-04-01）.
3. ↑  行政資料集 （页面存档备份，存于） - 港区

東京都統計年鑑
1. ↑  .   [2017-05-06]. （原始内容存档于2016-03-04）.
2. ↑  .   [2017-05-06]. （原始内容存档于2016-03-04）.
3. ↑  .   [2017-05-06]. （原始内容存档于2017-07-29）.
4. ↑  .   [2017-05-06]. （原始内容存档于2017-07-29）.
5. ↑  .   [2017-05-06]. （原始内容存档于2017-07-29）.
6. ↑  .   [2017-05-06]. （原始内容存档于2017-07-29）.
7. ↑  .   [2017-05-06]. （原始内容存档于2017-07-29）.
8. ↑  .   [2017-05-06]. （原始内容存档于2017-07-29）.
9. ↑  .   [2017-05-06]. （原始内容存档于2017-07-29）.
10. ↑  .   [2017-05-06]. （原始内容存档于2016-03-26）.
11. ↑  .   [2017-05-06]. （原始内容存档于2016-03-27）.
12. ↑  .   [2017-05-06]. （原始内容存档于2016-03-25）.
13. ↑  .   [2017-05-06]. （原始内容存档于2016-03-27）.
14. ↑  .   [2017-05-06]. （原始内容存档于2016-03-22）.
15. ↑  .   [2017-05-06]. （原始内容存档于2017-07-30）.
16. ↑  .   [2019-01-18]. （原始内容存档于2018-11-09）.
17. ↑  .   [2019-01-18]. （原始内容存档于2019-05-02）.

## 外部連結
- 白金高輪/N03 | 路線・車站資訊 | 東京地下鐵
- 白金高輪 - 東京都交通局